# Yūsui
Yūsui (湧水町?) è una cittadina giapponese della prefettura di Kagoshima.